# آزمون آنلاین

این تصویر مربوط به پنل مدیریت آزمون آنلاین سامانه هوشمند مدارس است.

آزمون آنلاین یا آزمون برخط، برگزاری هر نوع آزمون تستی و تشریحی که در بستر اینترنت است را آزمون آنلاین می‌گویند. این آزمون می‌تواند در مکان مشخص یا در هر فضایی که قابلیت دسترسی به اینترنت وجود دارد برگزار شود.

## آزمون آنلاین در مدارس
همزمان با پاندمی کرونا مدارس مدتی تعطیل و ناچار به برگزاری کلاس های غیر حضوری شدند. تشکیل کلاس های آنلاین در ایران با چالش هایی همراه بود. معلم با سیستم های نرم افزاری مدرسه نا آشنا بودن. آموزش و پرورش تمام توان خود را صرف تولید شبکه اجتماعی دانش آموزی(شاد) کرد. در این بین سایت های اختصاصی برگزاری آزمون مدارس و سیستم های آزمون آنلاین در ایران رشد سریعی پیدا کردند. در این شرایط برخی شرکت های فعال در عرصه ی تولید نرم افزارهای مدرسه ، اپلیکیشن ها و نرم افزار آزمون آنلاین مدرسه را به صورت رایگان در اختیار معلمان قرار دادند.

## فواید و ضررها

### ضرر
برخی از آزمون‌ها به دلیل اهمیت آن می‌بایست در محل برگزارکننده آزمون آنلاین انجام شود مانند آزمون‌هایی که دارای گواهینامه‌های معتبر می‌باشند، در عین حال تعداد قابل توجهی از آزمون‌های آنلاین نیاز به حضور فرد در مکان تحت کنترل نبوده و شرکت‌کننده می‌تواند از محل سکونت یا کار خور در آن شرکت نماید. برای افزایش امنیت برگزاری این نوع آزمون‌ها، پلتفرم‌های برگزارکننده آزمون معمولاً تدابیر امنیتی پیچیده‌ای را در نظر می‌گیرند.
آزمون آنلاین را می‌توان یک شکل از سرگرمی‌های محبوب برای کاربران اینترنت معرفی کرد که کاربران ضمن سرگرمی بر دانش خود نیز از این طریق می‌افزایند و در عین حال به نفرات برتر جایزه هم می‌دهند. برگزاری آزمون به صورت سرگرمی در وب سایت‌هایی مانند Quizilla , FunTrivia, OkCupid شود.
با توجه به پایین بودن سرعت اکثر کشورهای جهان سومی، در آمار سرعت اتصال اینترنت؛ ایرانیان نیز مشکلاتی مانند قطع/وصل و سرعت پایین اینترنت را در کلاس‌های آنلاین شاهد هستند.

### فواید
آزمون‌های آنلاین به دلیل سهولت انجام، دسترسی راحت‌تر، هزینه کمتر و کاربری‌های پیش‌رفته‌تر اهمیت و ارزش بیشتری پیدا کرده‌است. موسسه‌های آموزشی و پژوهشی و دانشگاه‌ها از جمله سازمان‌هایی هستند که می‌توانند از مزایای برگزاری آزمون آنلاین بهره‌مند شوند.
موسسات آموزشی و مدارس می‌توانند در موارد زیر از آزمون‌های آنلاین بهره‌مند شوند:
- ایجاد آزمون آنلاین با حضور بیش از هزار شرکت کننده
- برگزاری امتحانات دوره‌ای و ترمیک
- برگزاری آزمون‌های آزمایشی کنکور
- برگزاری آزمون رانندگی
- برگزاری آزمون‌های آیلتس و دیگر آزمون‌های زبان
- برگزاری انواع مسابقات کتابحوانی و غیره

برخی از شرکت‌ها با استفاده از آزمون‌های آنلاین به عنوان روشی کارآمد برای آزمایش دانش نیروی کار و همچنین برای جذب نیرو بدون در نظر گرفتن موقعیت جغرافیایی متقاضیان کار استفاده می‌کنند. نوع دیگر برگزارکننده آزمون آنلاین تخصصی بوده و در جهت دانش افزایی یا امتحان ورودی یک آموزشگاه است. همچنین خدمات دوست‌یابی برخط نیز با ارتباط بین کاربران و ایجاد رقابت بین آن‌ها در سیستم‌های آرمون ساز تعریف شده‌است.
آزمون می‌تواند در یک دانشگاه باشد.

## دیگر
بیشترین نتایج بدست آمده از بررسی آزمون آنلاین واکنش منطقی افراد شرکت‌کننده در آزمون در مواجهه با نتیجه پایانی است. روان‌سنجی در حالی که می‌تواند از این سیستم به عنوان یک سرگرمی یا یک آزمون استخدامی برای ورود به یک شرکت یا سیستم هوشمندی برای برگزاری آزمون ارزشیابی دانش آموزان یک مدرسه باشد.